# Индија на Светском првенству у атлетици у дворани 2014.
Индија је учествовала на Светском првенству у атлетици у дворани 2014. одржаном у Сопоту од 7. до 9. марта шести пут. Репрезентацију Индије представљао је један атлетичар, који се такмичио у бацању кугле.,
На овом првенству Индија није освојила ниједну медаљу. Није било нових националних, личних и рекорда сезоне.

## Учесници
Мушкарци:
- Ом Пракаш Синг — Бацање кугле

## Резултати

### Мушкарци
| Атлетичар      | Дисциплина   | Лични рекорд | Квалификација  | Квалификација  | Финале               | Финале               | Детаљи |
| Атлетичар      | Дисциплина   | Лични рекорд | Резултат       | Место          | Резултат             | Место                | Детаљи |
| -------------- | ------------ | ------------ | -------------- | -------------- | -------------------- | -------------------- | ------ |
| Ом Пракаш Синг | Бацање кугле | 19,37        | Није стартовао | Није стартовао | Није се квалификовао | Није се квалификовао |        |